# 双滘古庙
双滘古庙，位于中国广东省阳江市阳春市双滘镇丹洞村，为阳春市文物保护单位，类型为古建筑，公布时间为1996年7月8日。
双滘古庙的历史年代为清代。